# قائمة الأفلام المصرية سنة 1955
هذه قائمة بالأفلام المصرية لسنة 1955 مرتبة أبجديا

## 1955
- إسماعيل يس في البوليس
- إسماعيل يس في الجيش
- إسماعيل يس في متحف الشمع
- أيام وليالي
- أيامنا الحلوة
- تار بايت
- الحبيب المجهول
- حب ودموع
- سيجارة وكاس
- عهد الهوى
- قصة حبي
- قلبي يهواك
- لحن الوفاء
- ليالي الحب
- موعد مع إبليس
- شاطئ الذكريات
- نهارك سعيد
- عاشق الروح